# Változatok Johann Sebastian Bach Weinen, Klagen, Sorgen, Zagen című kantátája témájára
A Változatok Johann Sebastian Bach Weinen, Klagen, Sorgen, Zagen című kantátája témájára (röviden Weinen, Klagen-variációk vagy változatok) Liszt Ferenc Johann Sebastian Bach BWV 12-es kantátájának témájára, 1862-ben készített zongoravariációja (később orgonaváltozatba is átírta). A mű kottája 1864-ben jelent meg Berlinben, ajánlása Anton Rubinstejnnek szólt. Jegyzékszáma: S.180.

## A mű születése
Liszt már fiatal zongoraművészként is gyakran és szívesen játszotta Johann Sebastian Bach zongoradarabjait (például a Wohltemperiertes Klavier prelúdiumait és fúgáit, valamint a Goldberg-variációkat), sőt a barokk mester orgonára írt darabjaiból is számosat átdolgozott zongorára. Bachról így írt 1863. szeptember 10-én barátjának, Carl Gillének: „Händel iránti minden tiszteletem ellenére továbbra is mindenekelőtt Bachért rajongok; és ha beteltem Händel hármashangzataival, a passió, a h-moll mise kincset érő disszonanciái és a bachi polifónia más csemegéi felé húz a szívem.” Több saját művét is Bach ihlető hatása alatt írta (például Szent Erzsébet legendája, Krisztus, Via crucis, B-A-C-H fantázia és fúga).
Liszt a BWV 12-es Bach-kantáta  és a h-moll mise (BWV 232) Crucifixus-tételének egyik témájára már 1859-ben írt egy rövidebb prelúdiumot (S.179), amit Anton Rubinstejnnek ajánlott. Az újabb mű, a Weinen, Klagen-változatok írására egy szomorú esemény, Blandine, Liszt első lányának a halála indította a komponistát. Blandine 1862. szeptember 9-én, szülés szövődményeként hunyt el – még 27 éves sem volt. Ezelőtt két évvel, 1859. december 15-én, Liszt már elvesztette fiát, Danielt is. Őt az első Gyászóda megírásával siratta el, Blandine-t Bach témájának a segítségével.
A Liszt életművében is jelentősnek számító Weinen, Klagen-variációkat a berlini Schlesinger kiadó jelentette meg 1864-ben, ajánlása ennek is Anton Rubinstejnnek szólt. A művet valószínűleg maga Liszt mutatta be 1875. április 28-án, Hannoverben.
A variációkat Liszt 1863-ban átírta orgonára is. Az előadóművészek egyforma gyakorisággal játsszák a zongora- és az orgonaváltozatot is.

## A zene
A Bach-témára írt variációk a zongorairodalom legjelentősebb kompozíciói közé tartoznak. Hamburger Klára ezt írja az alkotásról: „Érvényre jutnak benne legnagyobb zeneszerzői erényei: a még a szokottnál is tömörebb-szervesebb és mégis változatos formálás, az új utakat megnyitó, zseniális harmóniai és hangszeres fantázia. Műfaja következtében anyagában rendkívüli és Lisztnél kivételes módon homogén. Teljességgel hiányoznak belőle mind az édeskés, mind a bombasztikus hatások. Sem túl rövid, sem hosszadalmas. Igazi, nagy hatású, lisztferenci, technikailag is igen igényes hangversenydarab, amelyből mindvégig – és ebben is kivételes – őszinte, mély érzés, fájdalom sugárzik.”
A mű felépítése: téma, kilenc variáció, kóda. Liszt maga a változatokat nem számozta, de a kottában kettős vonalakkal jelezte a határokat. A felépítés a klasszikus ciklikus nagyforma építkezési sémáját idézi, amelyben gyakorlatilag a VII–VIII. variáció képviseli a lassú tételt. A témaként szereplő négyütemes Bach-motívum állandóan jelen van a műben. Ez a kromatikus, ereszkedő motívum kiválóan alkalmas a sírás, a sóhajtás kifejezésére, de alkalmas Lisztnek a tizenkét hangot egyenrangúként kezelő komponálási gyakorlatának a megvalósítására is. Liszt a változatok metrumát szabadon módosítgatja (ez a barokk hagyományoktól némiképp idegen): például a III–VII. variációban a 3/4-es ütem 4/4-essé alakul, a VIII–IX-ben ismét páratlan: 3/2, illetve 3/4; a kódában ismét 4/4. Az első variáció a leghosszabb, a második a legrövidebb, a többi szinte teljesen egyforma hosszúságú.